# Budišov nad Budišovkou
Budišov nad Budišovkou (deutsch Bautsch, wörtlich Bautsch an der Dürren Bautsch) ist eine Stadt im Okres Opava in Tschechien.

## Geographie
Die Stadt liegt in Mähren  in der Talmulde des Flüsschens Budišovka (Dürre Bautsch) am Übergang zwischen den Oderbergen und dem Niederen Gesenk, etwa 25 Kilometer südwestlich des Stadtzentrums von Opava (Troppau). Im Südwesten wird sie vom Hausberg Mlžný kopec (684 m) überragt. Nördlich liegt das Lubník-Tal mit den Resten der Burg Vildštejn (Wildenstein) und die Talsperre Kružberk (Mohra-Talsperre).
Durch die Stadt führt die Staatsstraße 443 von Opava nach Město Libavá.
Nachbarorte sind Svatoňovice im Osten, Staré Oldřůvky im Süden, Podlesí im Südwesten, Dolní Guntramovice (Unter-Gundersdorf) im Westen sowie Dvorce im Nordwesten.

## Geschichte

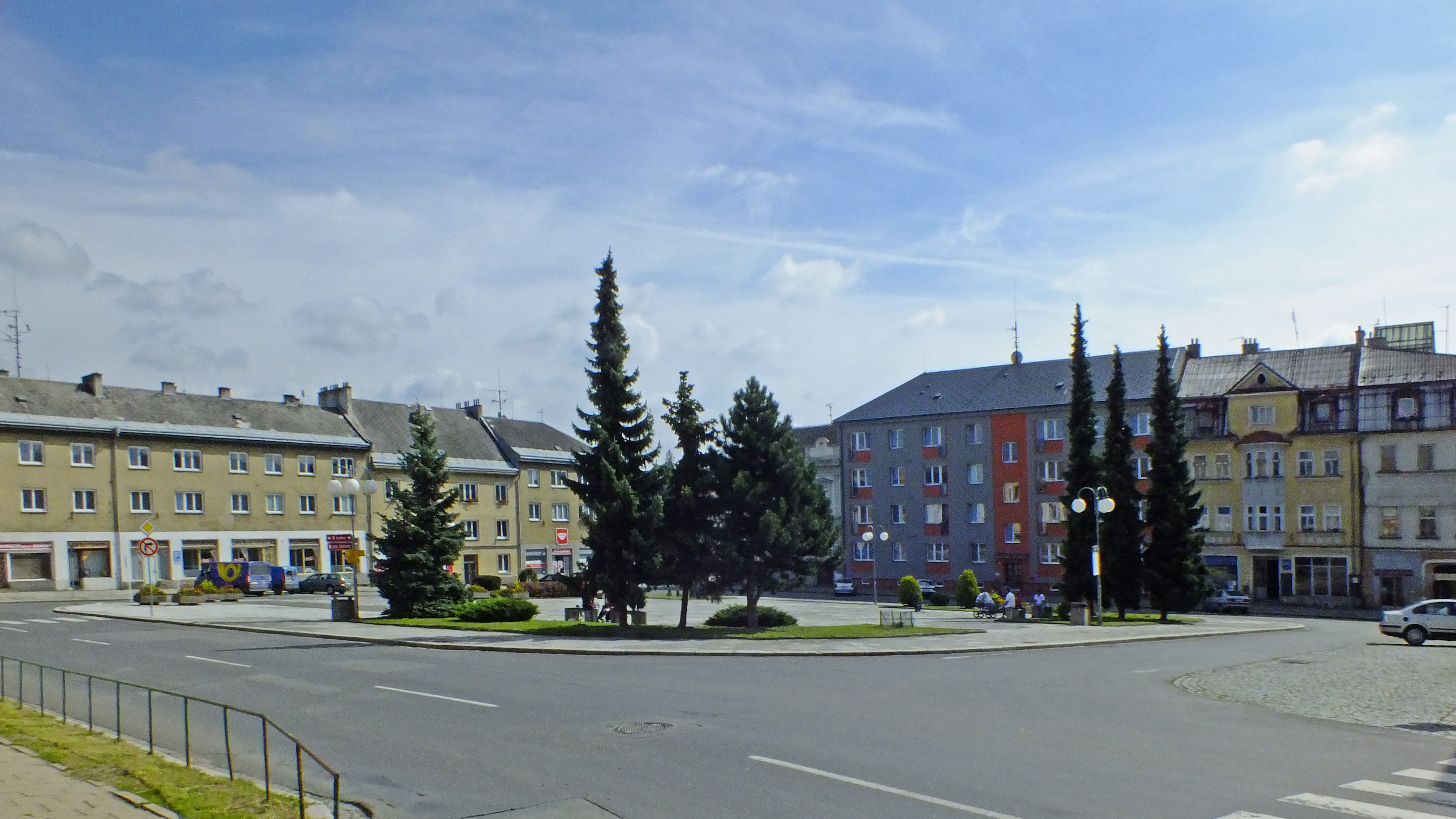
Marktplatz im Stadtzentrum

Erstmals erwähnt wurde Budišov im Jahre 1239 im Zusammenhang mit einem Besitzstreit zwischen dem Kloster Hradisko und dem Domkapitel Olmütz um die Wälder der Oderberge, der 1305 zugunsten des Kapitels endete. Die erste Urkunde datiert von 1301 belegt, dass Budišov schon zu Beginn des 14. Jahrhunderts eine stadtartige Siedlung war. Zugleich bildete Budišov das Zentrum des umliegenden Silber- und Bleibergbaus. 1323 wurde Budišov zum Besitztum des Olmützer Erzbischofs.
Nachdem Budišov zum 15. Jahrhundert verschiedenen Adelsgeschlechtern zum Pfand überlassen worden war, begann unter Bischof Stanislaus Thurzo eine Förderung der Stadt. Zu Beginn des 16. Jahrhunderts gründeten sich die ersten Zünfte. Von Markus Kuen erwarb Budišov im Jahre 1558 die Erbgerichtsbarkeit. Seit 1564 besaß der Ort ein Stadtwappen, das 1613 durch Franz Xaver von Dietrichstein seine heutige Gestaltung erhielt.
Mit dem Dreißigjährigen Krieg begann der Niedergang der Stadt, die durch schwedische und dänische Heere zerstört wurde. In der nachfolgenden Zeit brachen Seuchen aus, die die Bevölkerung dezimierten. Am 28. Juni 1758 kam es während des Siebenjährigen Krieges zwischen Gundersdorf und Bautsch zu Kämpfen österreichischer Truppen unter Oberst Laudon mit einer preußischen Vorhut und am nächsten Tag brannten die Husaren unter Zieten aus dem Busch Gundersdorf nieder.
Im Laufe des 18. Jahrhunderts war Bautsch in die Bedeutungslosigkeit abgesunken und die im 19. Jahrhundert einsetzenden Industrialisierung ging an Bautsch, das fernab aller wichtigen Verkehrswege lag, vorbei. Hauptsächlichste Gewerbe bildete die Hausweberei und seit dem 19. Jahrhundert wurde Tonschieferbergbau betrieben. Zur Linderung der Armut erfolgte 1870 mit staatlicher Unterstützung die Errichtung einer Tabakfabrik. In der zur Bezirkshauptmannschaft Sternberg gehörigen Stadt lebten im Jahre 1880 3.714 Menschen. Mit der Inbetriebnahme der Lokalbahn Zauchtel–Bautsch erhielt Bautsch 1891 einen Eisenbahnanschluss. Dadurch kam es zur Ansiedlung von Unternehmen, insbesondere der Weberei, Gardinenfabrik, Schuhfabrik sowie einer Landmaschinenfabrik.
Nach der Gründung der Tschechoslowakei eröffnete 1923 eine tschechische Schule. 1930 hatte Bautsch 4.274 Einwohner, von denen 4.069 (95 %) Deutsche waren. Nach dem Münchner Abkommen wurde Bautsch 1938 als Teil des Landkreises Bärn  im Regierungsbezirk Troppau, Reichsgau Sudetenland, dem Deutschen Reich einverleibt. Am 7. Oktober 1938 wurden die meisten tschechischen Einwohner ausgesiedelt.
Nach dem Zweiten Weltkrieg kam die Stadt wieder zur Tschechoslowakei zurück. Die deutschsprachige Bevölkerung wurde vertrieben.

## Demographie
| Jahr | Einwohner | Anmerkungen                                             |
| ---- | --------- | ------------------------------------------------------- |
| 1842 | 2.669     | in 349 Häusern (mit den Vorstädten Nieder- und Oberaue) |
| 1857 | 3.081     | [ 4 ]                                                   |
| 1900 | 4.122     | deutsche Einwohner                                      |
| 1930 | 4.274     | [ 6 ]                                                   |
| 1939 | 4.072     | [ 6 ]                                                   |

## Gemeindegliederung
Die Stadt Budišov nad Budišovkou besteht aus den Ortsteilen Budišov nad Budišovkou (Bautsch), Guntramovice (Gundersdorf), Podlesí (Schönwald) und Staré Oldřůvky (Altendorf). Grundsiedlungseinheiten sind Budišov nad Budišovkou, Dolní Guntramovice (Nieder Gundersdorf), Horní Guntramovice (Ober Gundersdorf), Lesy (Herzogwald), Nové Oldřůvky (Neudorf bei Bautsch), Podlesí und Staré Oldřůvky.
Das Gemeindegebiet gliedert sich in die Katastralbezirke Budišov nad Budišovkou, Guntramovice, Lesy, Nové Oldřůvky, Podlesí nad Odrou und Staré Oldřůvky.

## Sehenswürdigkeiten

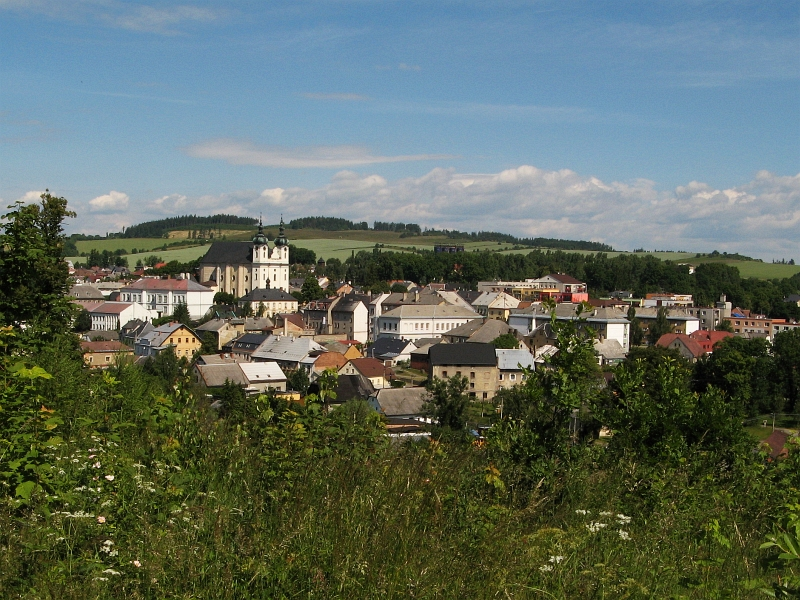
Ansicht von Budišov nad Budišovkou mit der barocken Pfarrkirche Maria Himmelfahrt

- Pfarrkirche Maria Himmelfahrt, Barockbau von Nikolaus Thalherr aus den Jahren 1746 bis 1755
- Rathaus, erbaut 1653
- Statue des Hl. Johannes von Nepomuk, auf der Brücke über die Budišovka, aufgestellt 1720
- Museum des Tonschieferbergbaus
- Schiefertagebau Staré Oldřůvky

## Söhne und Töchter der Stadt
- Franz Ignatz Cassian Hallaschka (1780–1847), österreichischer Philosoph, Physiker und Astronom
- Franz Kröner (1889–1958), österreichischer Philosoph (geboren im Ortsteil Schönwald)
- Ernst Kuntscher (1899–1971), deutscher Politiker
- Oskar Schnirch (1902–1995), österreichischer Kameramann
- Greta Fischer (1910–1988), Pädagogin